# Équipe du Togo de football à la Coupe d'Afrique des nations 2010
Cet article relate le parcours de l'équipe du Togo lors de la Coupe d'Afrique des nations 2010 organisée en Angola du 10 janvier 2010 au 31 janvier 2010.

## Effectif
Liste des 23 donnée le 29 décembre 2009. Statistiques arrêtées le 22 décembre 2009.
| Numéro / Nom       | Numéro / Nom          | Équipe actuelle              | Sél.            | Date de naissance | J.              |                 |                 |                 |                 |
| Gardiens de but    | Gardiens de but       | Gardiens de but              | Gardiens de but | Gardiens de but   | Gardiens de but | Gardiens de but | Gardiens de but | Gardiens de but | Gardiens de but |
| ------------------ | --------------------- | ---------------------------- | --------------- | ----------------- | --------------- | --------------- | --------------- | --------------- | --------------- |
| 16                 | Kossi Agassa          | FC Istres                    | 46 (0)          | 2 juillet 1978    |                 |                 |                 |                 |                 |
| 22                 | Baba Tchagouni        | Dijon Football Côte-d'Or     | 1 (0)           | 31 décembre 1990  |                 |                 |                 |                 |                 |
| 1                  | Kodjovi Dodji Obilalé | GSI Pontivy                  | 5 (0)           | 8 octobre 1984    |                 |                 |                 |                 |                 |
| Défenseurs         |                       |                              |                 |                   |                 |                 |                 |                 |                 |
| 23                 | Assimiou Touré        | Bayer Leverkusen             | 10 (0)          | 1er janvier 1988  |                 |                 |                 |                 |                 |
| 6                  | Abdoul Mamah Gafar    | FC Sheriff Tiraspol          | 36 (0)          | 24 août 1985      |                 |                 |                 |                 |                 |
| 12                 | Éric Akoto            | Maccabi Ahi Nazareth         | 32 (1)          | 20 juillet 1980   |                 |                 |                 |                 |                 |
| 2                  | Akimsola Boussari     | Enugu Rangers                | 3 (0)           | 10 mars 1988      |                 |                 |                 |                 |                 |
| 19                 | Vincent Bossou        | Maranatha Football Club      | 1 (0)           | 7 février 1986    |                 |                 |                 |                 |                 |
| 10                 | Kwami Eninful         | Union sportive monastirienne | 9 (0)           | 20 novembre 1984  |                 |                 |                 |                 |                 |
| 21                 | Richmond Forson       | Thouars Foot 79              | 18 (0)          | 23 mai 1980       |                 |                 |                 |                 |                 |
| 5                  | Serge Akakpo          | FC Vaslui                    | 10 (1)          | 15 octobre 1987   |                 |                 |                 |                 |                 |
| Milieux de terrain |                       |                              |                 |                   |                 |                 |                 |                 |                 |
| 13                 | Floyd Ayité           | AS Nancy Lorraine            | 7 (1)           | 15 février 1988   |                 |                 |                 |                 |                 |
| 15                 | Alaixys Romao         | Grenoble Foot 38             | 30 (0)          | 18 janvier 1984   |                 |                 |                 |                 |                 |
| 8                  | Komlan Amewou         | Strømsgodset IF              | 30 (2)          | 15 décembre 1983  |                 |                 |                 |                 |                 |
| 3                  | Guillaume Brenner     | Alki Larnaca                 | 4 (0)           | 1er février 1986  |                 |                 |                 |                 |                 |
| 7                  | Moustapha Salifou     | Aston Villa Football Club    | 45 (6)          | 1er juin 1983     |                 |                 |                 |                 |                 |
| 20                 | Mani Sapol            | Al-Ittihad Tripoli           | 2 (0)           | 5 juin 1991       |                 |                 |                 |                 |                 |
| 9                  | Thomas Dossevi        | FC Nantes                    | 25 (1)          | 6 mars 1979       |                 |                 |                 |                 |                 |
| 18                 | Yao Junior Sènaya     | Dibaa Al Hisn                | 33 (3)          | 19 avril 1984     |                 |                 |                 |                 |                 |
| Attaquants         |                       |                              |                 |                   |                 |                 |                 |                 |                 |
| 11                 | Jonathan Ayité        | Nîmes Olympique              | 7 (2)           | 21 juillet 1985   |                 |                 |                 |                 |                 |
| 4                  | Emmanuel Adebayor     | Manchester City              | 42 (18)         | 26 février 1984   |                 |                 |                 |                 |                 |
| 17                 | Serge Gakpé           | AS Monaco FC                 | 3 (0)           | 7 mai 1987        |                 |                 |                 |                 |                 |
| 14                 | Liyabé Kpatoumbi      | ASKO Kara                    | 2 (0)           | 25 mai 1986       |                 |                 |                 |                 |                 |
| Sélectionneur      |                       |                              |                 |                   |                 |                 |                 |                 |                 |
|                    | Hubert Velud          |                              |                 | 9 juin 1959       |                 |                 |                 |                 |                 |
| Réserve            |                       |                              |                 |                   |                 |                 |                 |                 |                 |
|                    |                       |                              |                 |                   |                 |                 |                 |                 |                 |
|                    |                       |                              |                 |                   |                 |                 |                 |                 |                 |
|                    |                       |                              |                 |                   |                 |                 |                 |                 |                 |
|                    |                       |                              |                 |                   |                 |                 |                 |                 |                 |
| Blessé             |                       |                              |                 |                   |                 |                 |                 |                 |                 |
| A                  |                       |                              |                 |                   |                 |                 |                 |                 |                 |

## Qualifications

### 2eTour

#### Groupe 11
| Rang | Équipe   | Pts | J | G | N | P | Bp | Bc | Diff |  | Résultats (▼ dom., ► ext.) |     |     |     |
| ---- | -------- | --- | - | - | - | - | -- | -- | ---- |  | -------------------------- | --- | --- | --- |
| 1    | Zambie   | 7   | 4 | 2 | 1 | 1 | 2  | 1  | +1   |  | Zambie                     |     | 1-0 | 1-0 |
| 2    | Togo     | 6   | 4 | 2 | 0 | 2 | 8  | 3  | +5   |  | Togo                       | 1-0 |     | 6-0 |
| 3    | Eswatini | 4   | 4 | 1 | 1 | 2 | 2  | 8  | -6   |  | Eswatini                   | 0-0 | 2-1 |     |

### 3eTour

#### Groupe A
| Rang | Équipe   | Pts | J | G | N | P | Bp | Bc | Diff |  | Résultats (▼ dom., ► ext.) |     |     |     |     |
| ---- | -------- | --- | - | - | - | - | -- | -- | ---- |  | -------------------------- | --- | --- | --- | --- |
| 1    | Cameroun | 13  | 6 | 4 | 1 | 1 | 9  | 2  | +7   |  | Cameroun                   |     | 2-1 | 3-0 | 0-0 |
| 2    | Gabon    | 9   | 6 | 3 | 0 | 3 | 9  | 7  | +2   |  | Gabon                      | 0-2 |     | 3-0 | 3-1 |
| 3    | Togo     | 8   | 6 | 2 | 2 | 2 | 3  | 7  | -4   |  | Togo                       | 1-0 | 1-0 |     | 1-1 |
| 4    | Maroc    | 3   | 6 | 0 | 3 | 3 | 3  | 8  | -5   |  | Maroc                      | 0-2 | 1-2 | 0-0 |     |

- Le Cameroun est qualifié pour la Coupe du monde 2010 et la CAN 2010.
- Le Gabon et le Togo sont qualifiés pour la CAN 2010.

## Mitraillage du bus de l'équipe
Alors que le bus transportant l'équipe du Togo venait de franchir la frontière entre le Congo et l'exclave angolaise de Cabinda, il a essuyé des tirs d'arme à feu. Le bus passant en premier qui transportait les bagages a subi le mitraillage le plus violent, tuant deux membres de l'encadrement. Le bus transportant les joueurs a également essuyé des tirs, blessant 2 joueurs, Serge Akakpo, touché au dos et le gardien de but Kodjovi Dodji Obilalé touché plus gravement à un rein et 7 membres de l'encadrement, dont deux, le chargé de communication Stanislas Ocloo et l'entraîneur adjoint Amélété Abalo, sont morts de leurs blessures.
Cette attaque a été revendiquée par les Forces de Libération de l'État du Cabinda/Position Militaire, un mouvement armé se battant pour l'indépendance du Cabinda.
À la suite de la demande de son gouvernement, elle décide de renoncer à la compétition et de rentrer au pays.

## Matchs

### 1ertour

#### Groupe B
| Rang | Équipe        | Pts | J | G | N | P | Bp | Bc | Diff |  | Résultats (▼ dom., ► ext.) |  |     |     |  |
| ---- | ------------- | --- | - | - | - | - | -- | -- | ---- |  | -------------------------- |  | --- | --- |  |
| 1    | Côte d'Ivoire | 4   | 2 | 1 | 1 | 0 | 3  | 1  | +2   |  | Côte d'Ivoire              |  | 3-1 | 0-0 |  |
| 2    | Ghana         | 3   | 2 | 1 | 0 | 1 | 2  | 3  | -1   |  | Ghana                      |  |     | 1-0 |  |
| 3    | Burkina Faso  | 1   | 2 | 0 | 1 | 1 | 0  | 1  | -1   |  | Burkina Faso               |  |     |     |  |
| 4    | Togo forfait  | 0   | 0 | 0 | 0 | 0 | 0  | 0  | 0    |  | Togo                       |  |     |     |  |